# Neirone
Neirone es una localidad y comune italiana de la provincia de Génova, región de Liguria, con 1000 habitantes.

## Evolución demográfica
| Gráfica de evolución demográfica de Neirone entre 1861 y 2001 |
|                                                               |
| Fuente ISTAT - elaboración gráfica de Wikipedia               |